# Pas de quatre
Ne doit pas être confondu avec Pas de Quatre (en).

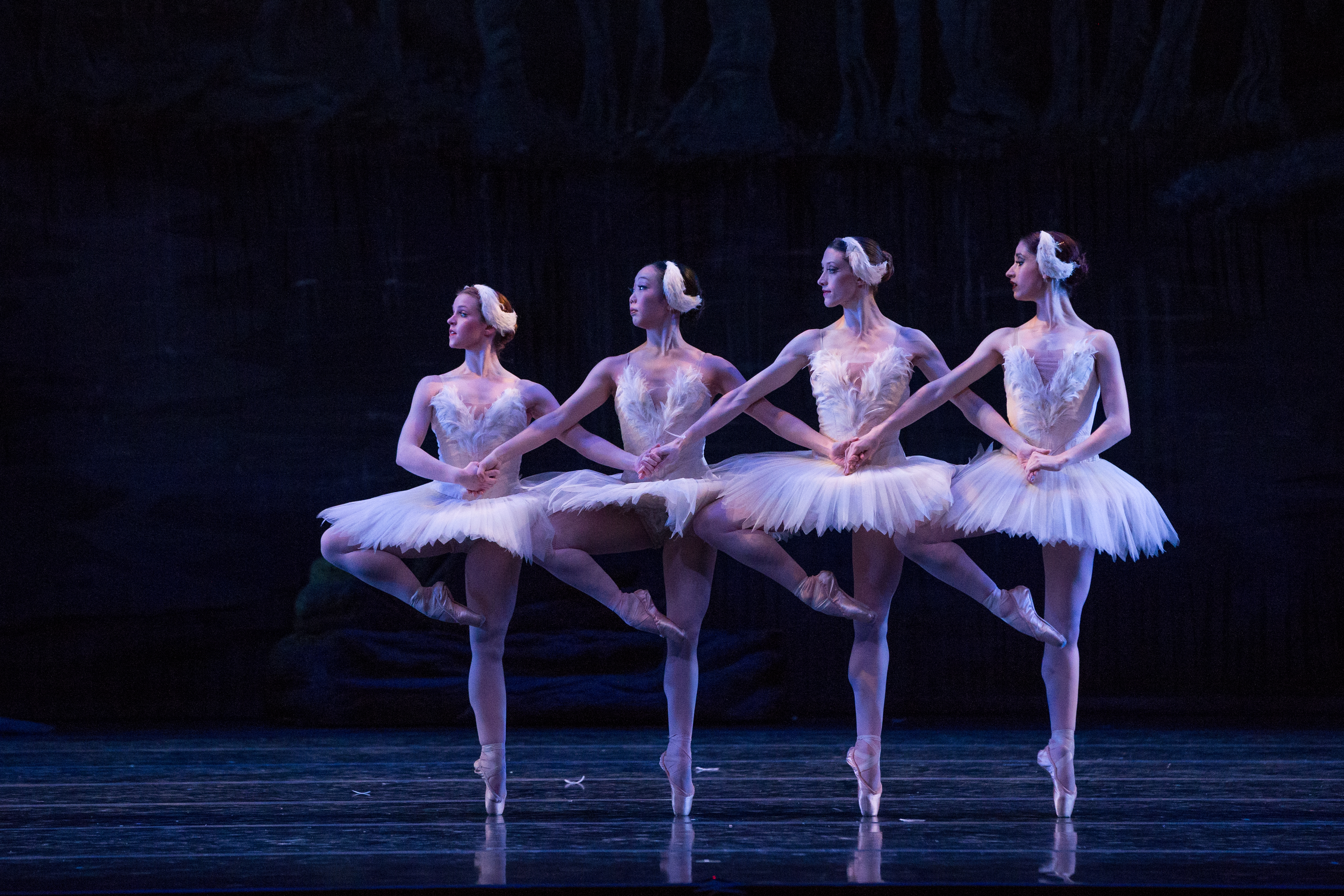
Pas de quatre célèbre dans le Lac des Cygnes

Pas de quatre est un terme utilisé pour identifier une danse de ballet exécutée par et pour quatre personnes. 
Les pas de quatre sont généralement des danses sans intrigue exécutées comme divertissements dans le cadre d'une œuvre plus vaste .

## Sélection d'œuvres comportant un pas de quatre
- 1845 : Pas de Quatre (en), chorégraphie de Jules Perrot, musique de Cesare Pugni. Le pas de quatre a été créé par Lucile Grahn, Carlotta Grisi, Fanny Cerrito et Marie Taglioni.
- 1895 : Le Lac des cygnes, acte 2, chorégraphie de Lev Ivanov, musique de Piotr Ilitch Tchaïkovski. Le pas de quatre est connu sous le nom de Danse des petits cygnes.
- 1898 : Raymonda, chorégraphie de Marius Petipa, musique d'Alexandre Glazounov. Variation pour quatre danseurs, in: Pas classique hongrois, acte 3, créé par Serge Legat, Georgi Kyasht, Nikolai Legat et Alexandre Gorski.
- 1936 : Jardin aux Lilas (en), chorégraphie d'Antony Tudor, musique d'Ernest Chausson. Créé par Maude Lloyd (Caroline), Hugh Laing (Her Lover), Antony Tudor (The Man She Must Marry) et Peggy van Praagh (An Episode in His Past).
- 1949 : The Moor's Pavane (en), chorégraphie de José Limón, musique de Henry Purcell, d'après Othello de Shakespeare. Créé par José Limón (The Moor), Betty Jones (Desdemona), Lucas Hoving (Iago) et Pauline Koner (Emilia).
- 1957 : Agon, chorégraphie de George Balanchine, musique d'Igor Stravinsky.
- 1975 : The Four Seasons (en), chorégraphie de Kenneth MacMillan, musique de Giuseppe Verdi. Créé par Lesley Collier, Michael Coleman, David Ashmole et Wayne Eagling.